# Euscorpius gamma
Euscorpius gamma je drobný štír, který patří do čeledi Euscorpiidae. Před revizí rodu patřil druh k druhu Euscorpius mingrelicus. Místem výskytu jsou horské oblasti. Obývá vlhká místa vzniklá přirozeně. Druh není synantropní a člověka nevyhledává. Lze jej jen stěží odlišit od druhů Euscorpius mingrelicus a Euscorpius germanus. Dorůstá do 32 mm. Mívá tmavé zbarvení, které se pohybuje od kaštanové až po černohnědou barvu. Vyskytuje se ve Slovinsku, Itálii, Rakousku a Chorvatsku. Žádný štír čeledi Euscorpiidae není člověku nebezpečný. Euscorpius gamma není agresivní a svůj jed používá jen zřídka. Byl vědecky popsán roku 1950.